# Antonio Ortiz Alonso
Antonio Ortiz Alonso (Basauri, Vizcaya, 20 de diciembre de 1917-Aranda de Duero, 12 de marzo de 1976), más conocido como Tolín, fue un futbolista español, que se desempeñaba como centrocampista.

## Clubes
Antonio debutó el 10 de noviembre de 1940, ante el Celta de Vigo, en Primera División con el Athletic Club. Allí permaneció cinco temporadas en las que disputó 79 partidos, logrando un único tanto. En 1945 fichó por el RC Celta de Vigo y al año siguiente por el Racing de Santander. En la temporada 1947-48 fue jugador del Real Madrid Club de Fútbol, siendo titular en una veintena de encuentros de Liga y en la final de la Copa Eva Duarte. Sus dos últimas temporadas como profesional fueron en las filas del Real Zaragoza, retirándose en 1950.

## Palmarés
- Primera División (1943).
- Copa del Generalísimo (1943, 1944 y 1945).
- Copa Eva Duarte (1948).

## Clubes
| Club                | País   | Año       |
| ------------------- | ------ | --------- |
| Athletic Club       | España | 1940-1945 |
| RC Celta de Vigo    | España | 1945-1946 |
| Racing de Santander | España | 1946-1947 |
| Real Madrid         | España | 1947-1948 |
| Real Zaragoza       | España | 1948-1950 |